# Yume Nikki
Yume Nikki (ゆめにっき, tradus din japoneză „Jurnal de vise”) este un joc video independent creat de Kikiyama. Jocul a fost creat cu programul RPG Maker, dar acesta nu posedă nicio trăsătură caracteristică a unui joc video de rol.
Ultima versiune publicată a fost versiunea 0.10, postată în anul 2007.
Jucătorul explorează visele lui Madotsuki, în care se poate observa o abundență de teme suprarealiste, deseori suprinzătoare sau uneori chiar tulburătoare.
Jocul a inspirat foarte multe jocuri video amator (fangames), bazate pe aceleași principii, cele mai cunoscute fiind .flow (dotflow), Yume 2kki, LcdDem și Yume Nisshi.